# Kita-ku (Kōbe)
Kita-ku (jap. 北区, dt. „Bezirk Nord“) ist ein Stadtbezirk (ku) von Kōbe. Er ist mit 240,31 km² der flächenmäßig größte von neun in Kōbe.

## Geografie
Der Bezirk ist fast ländlich geprägt und umfasst den Nordteil des Rokkōmassivs sowie die daran anschließenden Ortsteile bis zur Stadt Sanda. Durch seine Lage jenseits des Bergrückens waren die Schäden durch das Erdbeben in Kōbe 1995 vergleichsweise gering; auch hatte der Bezirk nur 12 Todesopfer zu beklagen.

## Sehenswürdigkeiten
Bekannt ist der Onsen-Kurort Arima. Zu den Besonderheiten zählt auch der alte Ausländerfriedhof von Kōbe und der auf Honshū liegende Teil des neu eröffneten Akashi-Kaikyō National Government Park nördlich und südlich der Akashi-Kaikyō-Brücke.